# Port Talbot Town FC
Port Talbot Town FC este o echipă de fotbal din Port Talbot, Țara Galilor.